# Plavecký Mikuláš
Plavecký Mikuláš je naseljeno mjesto u okrugu Malacky u Bratislavskom kraju u Slovačkoj.

## Stanovništvo
| Godina:     | 1993. | 2003.   | 2013.   | 2023.   |
| ----------- | ----- | ------- | ------- | ------- |
| Broj ljudi: | 719   | 713     | 712     | 729     |
| Razlika:    |       | -0,83 % | -0,14 % | +2,38 % |

| Godina:     | 2022. | 2023.   |
| ----------- | ----- | ------- |
| Broj ljudi: | 739   | 729     |
| Razlika:    |       | -1,35 % |

Prema podatcima o broju stanovnika iz 2023. godine naselje je imalo 729 stanovnika.

## Vanjske poveznice
|  | Zajednički poslužitelj ima još gradiva o temi Plavecký Mikuláš |

- Službena stranica naselja (sl.)